# Бобряни

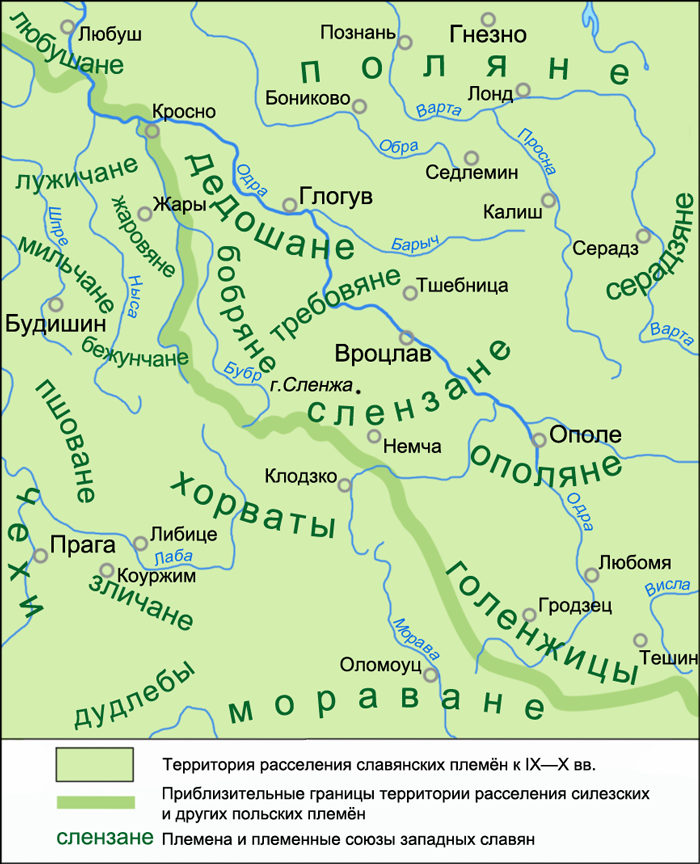
Бобряни

Бобряни — мале західнослов'янське плем'я, яке жило на річці Бубр в IX віці. Їх сусідами було плем'я дядошани. Єдиний документ, який згадує бобрян — Празький документ 1086 року, в якому написано про територію празького єпископства в 973 році, в ньому згадані і бобряни. Археологічні розкопки підтверджують про поселення в Нижній Сілезії на річці Бубр.